# Roger Machado
Roger Machado Marques (Porto Alegre, 25 aprile 1975) è un allenatore di calcio ed ex calciatore brasiliano, di ruolo difensore, tecnico dell'Internacional.

## Caratteristiche tecniche
Iniziò la carriera come terzino sinistro, ma dal 2007 ha iniziato a giocare anche come difensore centrale.

## Carriera

### Club
Roger iniziò la carriera nel Grêmio, nel quale giocò per dieci anni, lanciato dall'allora tecnico Luiz Felipe Scolari. Dopo aver lasciato il club di Porto Alegre, giocò per il Vissel Kobe in J League tra il 2004 e il 2005; nel 2006 tornò in Brasile, nel Fluminense, segnando il gol della vittoria per 1 a 0 del tricolor carioca contro il Figueirense a Florianópolis che segnò la conquista della Copa do Brasil 2007 al Fluminense, quarta volta di Roger, giocatore con il maggior numero di vittorie in questa competizione. Nel 2009, firmò un contratto con il DC United, che lasciò una sola settimana dopo la presentazione a causa di un problema nella zona lombare.

## Statistiche

### Statistiche da allenatore

#### Club
In grassetto le competizioni vinte.
| Stagione             | Squadra              | Campionato           | Campionato | Campionato | Campionato | Campionato | Coppe nazionali | Coppe nazionali | Coppe nazionali | Coppe nazionali | Coppe nazionali | Coppe continentali | Coppe continentali | Coppe continentali | Coppe continentali | Coppe continentali | Altre coppe | Altre coppe | Altre coppe | Altre coppe | Altre coppe | Totale | Totale | Totale | Totale | % Vittorie | Piazzamento |
| Stagione             | Squadra              | Comp                 | G          | V          | N          | P          | Comp            | G               | V               | N               | P               | Comp               | G                  | V                  | N                  | P                  | Comp        | G           | V           | N           | P           | G      | V      | N      | P      | %          | Piazzamento |
| -------------------- | -------------------- | -------------------- | ---------- | ---------- | ---------- | ---------- | --------------- | --------------- | --------------- | --------------- | --------------- | ------------------ | ------------------ | ------------------ | ------------------ | ------------------ | ----------- | ----------- | ----------- | ----------- | ----------- | ------ | ------ | ------ | ------ | ---------- | ----------- |
| 2014                 | Juventude            | C                    | 8          | 3          | 3          | 2          | -               | -               | -               | -               | -               | -                  | -                  | -                  | -                  | -                  | -           | -           | -           | -           | -           | 8      | 3      | 3      | 2      | 37,50      | Eson.       |
| 2015                 | Novo Hamburgo        | G                    | 16         | 6          | 4          | 6          | -               | -               | -               | -               | -               | -                  | -                  | -                  | -                  | -                  | -           | -           | -           | -           | -           | 16     | 6      | 4      | 6      | 37,50      | 7°          |
| 2015                 | Grêmio               | A                    | 35         | 19         | 7          | 9          | CB              | 6               | 3               | 2               | 1               | -                  | -                  | -                  | -                  | -                  | -           | -           | -           | -           | -           | 41     | 22     | 9      | 10     | 53,66      | Sub. 3°     |
| 2016                 | Grêmio               | G+A                  | 16+25      | 11+10      | 2+7        | 3+8        | CB              | 1               | 1               | 0               | 0               | CL                 | 8                  | 3                  | 2                  | 3                  | PL          | 3           | 1           | 2           | 0           | 53     | 26     | 13     | 14     | 49,06      | Eson.       |
| 2017                 | Atlético Mineiro     | A1/MG+A              | 15+15      | 11+5       | 2+5        | 2+5        | CB              | 3               | 2               | 0               | 1               | CL                 | 7                  | 4                  | 1                  | 2                  | PL          | 3           | 1           | 1           | 1           | 43     | 23     | 9      | 11     | 53,49      | Eson.       |
| 2018                 | Palmeiras            | A1/SP+A              | 18+15      | 12+6       | 2+5        | 4+4        | CB              | 2               | 1               | 1               | 0               | CL                 | 6                  | 5                  | 1                  | 0                  | -           | -           | -           | -           | -           | 41     | 24     | 9      | 8      | 58,54      | Eson.       |
| 2019                 | Bahia                | Bai+A                | 2+38       | 1+12       | 1+13       | 0+13       | CB              | 7               | 4               | 1               | 2               | -                  | -                  | -                  | -                  | -                  | -           | -           | -           | -           | -           | 47     | 17     | 15     | 15     | 36,17      | Sub. 11º    |
| 2020                 | Bahia                | Bai+A                | 13+6       | 6+2        | 6+2        | 1+2        | CB+CN           | 1+12            | 0+7             | 0+2             | 1+3             | CS                 | 2                  | 2                  | 0                  | 0                  | -           | -           | -           | -           | -           | 34     | 17     | 10     | 7      | 50,00      | Eson.       |
| Totale Bahia         | Totale Bahia         | Totale Bahia         | 59         | 21         | 22         | 16         |                 | 20              | 11              | 3               | 6               |                    | 2                  | 2                  | 0                  | 0                  |             | -           | -           | -           | -           | 81     | 34     | 25     | 22     | 41,98      |             |
| 2021                 | Fluminense           | A/RJ+A               | 14+15      | 8+4        | 3+5        | 3+6        | CB              | 4               | 2               | 0               | 2               | CL                 | 10                 | 5                  | 4                  | 1                  | -           | -           | -           | -           | -           | 43     | 19     | 12     | 12     | 44,19      | Eson.       |
| 2022                 | Grêmio               | G+A                  | 9+27       | 5+11       | 1+11       | 3+5        | CB              | 1               | 0               | 0               | 1               | -                  | -                  | -                  | -                  | -                  | RG          | 1           | 1           | 0           | 0           | 38     | 17     | 12     | 9      | 44,74      | Eson.       |
| Totale Gremio        | Totale Gremio        | Totale Gremio        | 112        | 56         | 28         | 28         |                 | 8               | 4               | 2               | 2               |                    | 8                  | 3                  | 2                  | 3                  |             | 4           | 2           | 2           | 0           | 132    | 65     | 34     | 33     | 49,24      |             |
| 2024                 | Juventude            | G+A                  | 16+15      | 5+5        | 6+5        | 5+5        | CB              | 4               | 2               | 2               | 0               | -                  | -                  | -                  | -                  | -                  | -           | -           | -           | -           | -           | 35     | 12     | 13     | 10     | 34,29      | Dimis.      |
| Totale Juventude     | Totale Juventude     | Totale Juventude     | 39         | 13         | 14         | 12         |                 | 4               | 2               | 2               | 0               |                    | -                  | -                  | -                  | -                  |             | -           | -           | -           | -           | 43     | 15     | 16     | 12     | 34,88      |             |
| 2024                 | Internacional        | A                    | 25         | 13         | 7          | 5          | -               | -               | -               | -               | -               | CS                 | 1                  | 0                  | 1                  | 0                  | -           | -           | -           | -           | -           | 26     | 13     | 8      | 5      | 50,00      | Sub. 5º     |
| 2025                 | Internacional        | G+A                  | 12+12      | 9+2        | 3+5        | 0+5        | CB              | 2               | 2               | 0               | 0               | CL                 | 6                  | 3                  | 2                  | 1                  | -           | -           | -           | -           | -           | 32     | 16     | 10     | 6      | 50,00      | in corso    |
| Totale Internacional | Totale Internacional | Totale Internacional | 49         | 24         | 15         | 10         |                 | 2               | 2               | 0               | 0               |                    | 7                  | 3                  | 3                  | 1                  |             | -           | -           | -           | -           | 58     | 29     | 18     | 11     | 50,00      |             |
| Totale carriera      | Totale carriera      | Totale carriera      | 367        | 166        | 105        | 96         |                 | 43              | 24              | 8               | 11              |                    | 40                 | 22                 | 11                 | 7                  |             | 7           | 3           | 3           | 1           | 457    | 215    | 127    | 115    | 47,05      |             |

## Palmarès

### Giocatore

#### Competizioni statali
- Campionato Gaúcho: 5

Grêmio: 1993, 1995, 1996, 1999, 2001

#### Competizioni nazionali
- Campionato brasiliano: 1

Grêmio: 1996
- Coppa del Brasile: 4

Grêmio: 1994, 1997, 2001
Fluminense: 2007

#### Competizioni internazionali
- Coppa Libertadores: 1

Grêmio: 1995
- Recopa Sudamericana: 1

Grêmio: 1996

### Allenatore
- Campionato Mineiro: 1

Atlético Mineiro: 2017
- Campionato Baiano: 1

Bahia: 2019
- Campionato Gaúcho: 2

Grêmio: 2022
Internacional: 2025
- Recopa Gaúcha: 1

Grêmio: 2022